# 함평 이규행 가옥
함평 이규행 가옥(咸平 李圭行 家屋)은 대한민국 전라남도 함평군 나산면 초포리에 있는 가옥이다. 1987년 6월 1일 전라남도의 문화재자료 제150호로 지정되었다.

## 개요
전남 함평군 나산면에 자리잡은 이 가옥은 정유재란 때 순절한 이충인(1526∼1597)이 지었다고 한다. 지은 시기는 정확하게 알 수 없지만, 안채 건물에서 발견한 기록으로 미루어 17∼18세기에 지은 것으로 보인다.
원래 문간채, 행랑채, 사랑채 등을 고루 갖춘 짜임새 있는 양반집이었다고 하나 지금은 모두 없어지고 안채만 남아 있다.
안채는 앞면 7칸 규모의 一자형 평면구조를 이룬다. 기둥은 앞면과 오른쪽 부분에만 둥근기둥을 세우고, 그 외 나머지는 사각기둥을 세웠다. 집을 지으면서 심었다고 전하는 커다란 동백나무와 모과나무 한 그루가 현재 집 주위에 남아 있다. 이 가옥은 300여 년 가까이 된 옛집이지만 기둥과 기와 등의 상태가 양호한 편이다.

## 참고 문헌
- 함평이규행가옥 - 국가유산청 국가유산포털